# Boehlepark

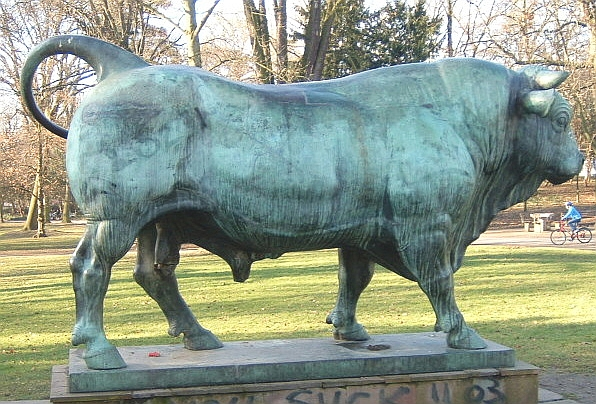
Boehles Stierfigur befand sich ab 1910 im Boehlepark und steht heute im Günthersburgpark.

Der Boehlepark ist ein etwa zwei Hektar großer Park in der hessischen Stadt Frankfurt am Main. Er ist benannt nach dem in Frankfurt tätigen und dort im Jahr 1916 verstorbenen Maler, Zeichner und Bildhauer Fritz Boehle.

## Beschreibung
Der Boehlepark liegt im Süden des südmainischen Frankfurter Stadtteils Sachsenhausen auf dem Sachsenhäuser Berg. Unmittelbar nordöstlich des Parks steht der südliche der vier mittelalterlichen Frankfurter Warttürme, die Sachsenhäuser Warte, Teil der Frankfurter Landwehr. Mit der Darmstädter Landstraße führt ein Abschnitt der Bundesstraße 3 in nord-südlicher Richtung am Parkgelände vorbei; direkt vor dem Park zweigt die B 3 nach Südosten in die Babenhäuser Landstraße ab. Ebenfalls an der Bundesstraße liegt nordöstlich des Boehleparks der Frankfurter Südfriedhof.
Ähnlich wie im Wasserpark im Stadtteil Frankfurt-Nordend befindet sich auch im Boehlepark ein Hochbehälter zur Wasserversorgung der Frankfurter Bevölkerung. Durch seine Lage an einer Bundesstraße hat der Boehlepark eine gute Verkehrsanbindung. An der vor dem Parkgelände liegenden Haltestelle Sachsenhäuser Warte halten die Buslinien 30, M36, 652, 653 sowie die Nachtbuslinien n7 und n71.

## Geschichte
Mit dem Bau der dritten Frankfurter Wasserleitung 1856 bis 1859 begann die zentrale Wasserversorgung Sachsenhausens. 1902 erfolgte die Inbetriebnahme des Trinkwasserbehälters Sachsenhausen. Es handelte sich um die erste Entsäuerungsanlage in Europa. Um den Trinkwasserbehälter herum wurde der Boehlepark angelegt.
Im Park wurden fünf massive Sandsteinbauten und ein kleines Technik-Haus errichtet. Alle Gebäude sind repräsentative Gebäude.
Die technischen Einrichtungen des Parks wurden seit 2005 zentralisiert und werden jetzt von der Leitwarte in Niederrad gesteuert. Da nun keine Mitarbeiter mehr vor Ort waren, die Schließ- und Sicherheitsdienste leisten konnten, bot die Hessenwasser GmbH als Eigentümer der Anlage der Stadt an, den Park zu übernehmen. Nachdem sich die Stadt aus Kostengründen gegen eine Übernahme entschieden hatte, wurde der Park 2004 für die Öffentlichkeit geschlossen, wird aber weiterhin von der Firma Hessenwasser gepflegt.
Seitdem erfolgten mehrere Anläufe des Ortsbeirats, eine Öffnung zu erreichen. Hierzu müssten jedoch die brüchigen Balustraden der Sandsteinportale saniert werden. Die Kosten hierfür in Höhe von ca. 700.000 Euro und die jährlichen Unterhaltungskosten in Höhe von 60.000 Euro will die Stadt Frankfurt nicht tragen, da der Park sich in unmittelbarer Nähe des Frankfurter Grüngürtels befindet und daher nur geringer Bedarf der Bevölkerung bestünde.